# Bembidion ateradustum
Bembidion ateradustum es una especie de escarabajo del género Bembidion, familia Carabidae. Fue descrita científicamente por Liebherr en 2008.
Habita en Australia.